# Astragalus longidentatus
Astragalus longidentatus là một loài thực vật có hoa trong họ Đậu. Loài này được Chater miêu tả khoa học đầu tiên.